# Grandview (Manitoba)
Grandview es un municipio canadiense situado en la provincia de Manitoba.

## Superficie
Grandview tiene una superficie de 1147,99 km².

## Demografía
En 2021, tenía 1419 habitantes, una densidad poblacional de 1,2 hab./km², y 750 viviendas.